# Orthomorpha bivittata
Orthomorpha bivittata är en mångfotingart. Orthomorpha bivittata ingår i släktet Orthomorpha och familjen orangeridubbelfotingar. Inga underarter finns listade i Catalogue of Life.